# Едигаров, Вели-бек Садыг-бек оглы
Вели-бек Едигаров (Едигар, азерб. Vəli bəy Yadigar; пол. Veli Bek Jedigar; 31 октября 1898, Текали, Тифлисская губерния — 13 декабря 1971, Буэнос-Айрес) — российский, азербайджанский и польский военный деятель.

## Биография
Вели-бек Садыг-бек оглы Едигаров родился 31 октября 1898 года в селении Текели Борчалинского уезда Тифлисской губернии (ныне Грузия) в семье азербайджанского бека Садыг-бека. После окончания Тифлисского кадетского корпуса в 1916 году, в разгар Первой мировой войны, поступает добровольцем в 1-й Дагестанский конный полк.

## Служба в Азербайджане
В 1918 году Вели-бек прибыл в Азербайджан и 5 апреля 1919 года поступил на службу в Вооружённые Силы Азербайджанской Демократической Республики. Военное руководство направляет его в Карабах в формируемый 3-й конный Шекинский полк на должность командира взвода. В 1919—1920 гг. корнет Едигаров командир пулемётной команды 3-го конного Шекинского полка.
После вторжения 11-й Красной Армии в Азербайджан в апреле 1920 года, Вели-бек Едигаров вместе с разрозненными подразделениями Шекинского конного полка отходит с боями на территорию союзной Грузии и до марта 1921 года продолжает бои с большевиками.

## Служба в Польше
В марте 1921 года эмигрирует в Турцию, а осенью 1922 года через Румынию в Польшу. В 1924—1925 годах проходит обучение в Центральной школе офицеров кавалерии Войска Польского в городе Грудзёндз. С 1925 года Вели-бек Едигар в чине майора командует 4-м эскадроном 10-го кавалерийского полка в Ланьцуте. В том же году Вели-бек пишет «Военно-исторический очерк о Татарском уланском полку Войска Польского им. Мустафы Ахматовича».
В 1932 году заканчивает с отличием Высшую военную академию Войска Польского, становится «дипломированным офицером». По окончании учёбы в чине ротмистра получает назначение в штаб кавалерии в городе Барановичи. С 1936 года — заместитель командира 7-го Люблинского уланского полка.
Во время вторжения вермахта в Польшу в сентябре 1939 году был начальником штаба Мазовецкой кавалерийской бригады и одновременно преподавал в Высшей военной академии Войска Польского. Взят в плен, но отпущен немцами на свободу в 1940 году. По возвращении в Варшаву Вели-бек встречается с бывшими сослуживцами по 7-му Люблинскому уланскому полку, принимает псевдоним «Damazy» и присоединяется к Армии Крайовой командиром полка «Jelen». С 1942 года в чине подполковника возглавляет Отдел кавалерии при Генеральном штабе Армии Крайовой. Участвовал в организации Варшавского восстания 1944 году. С весны 1945 года уже в чине полковника Вели-бек Едигар командирован в штаб 2-го Польского корпуса генерала Андерса в Италии.
В 1949 году переезжает в Аргентину и живёт в Буэнос-Айресе. В 1956 году в Лондоне издан его труд «Кавалеристы в составе Национальной армии».
Скончался Буэнос-Айресе в 1971 году. Перезахоронен на мусульманском кладбище Варшавы в 1991 году.

## Память
7 сентября 2017 года в районе Южная Прага Варшавы открыли памятник военным деятелям периода АДР — генерал-лейтенанту Сулейман беку Сулькевичу и полковнику Вели беку Едигару.

## Семья
В 1938 году женился на Ванде Эминович, от этого брака у него была дочь Зулейха (1942).

## Литературные работы
- V. B. Jedigar. Zarys historii wojennej Tatarskiego Pułku Ułanów im. Mustafy Achmatowicza. — Warszawa, 1933.[8]
- Veli Bek Jedigar. Kawaleria w szeregach A. K. — Londyn, 1956.